# Museu Ibérico da Máscara e do Traje
Das Museu Ibérico da Máscara e do Traje ist ein Museum in der nordportugiesischen Stadt Bragança. Es wurde am 24. Februar 2007 in einem alten Haus innerhalb des Burgkomplexes errichtet und widmet sich mit seiner Dauerausstellung Objekten, Masken und Kostümen, die für die traditionellen Winterfeste (Festas do Inverno) benutzt werden.
Das Museum entstand als grenzübergreifendes Projekt zwischen den beiden Nachbarstädten Bragança (Portugal) und Zamora (Spanien), um die Kultur und Traditionen, die beide Völker miteinander verbindet, zu bewahren.